# 昆蒂拉·帕奇姆萨瓦
昆蒂拉·帕奇姆萨瓦（羅馬化：Khunthira Pachimsawat，1983年12月2日—），昵称Mind，泰国新闻女主播，也是泰国第一家帽子工作室“Mind Millinery”的创办人。

## 职业生涯

### 开始主播生涯
昆蒂拉·帕奇姆萨瓦自2007年起就开始担任新闻主播。她曾在Modernine TV担任两年的新闻主播。2010年，她成为了泰国第3电视台的新闻主播。

### 暂停主播生涯、前往伦敦深造
2011年，昆蒂拉·帕奇姆萨瓦决定暂停主播生涯，並前往英国伦敦继续深造，在英国伦敦时装学院学习制作传统英式帽子。后来，她学业有成，创立了泰国第一家帽子工作室“Mind Millinery”。

### 重操旧业
2014年，昆蒂拉·帕奇姆萨瓦在One 31的邀约下重操旧业。